# ローランド・VSシリーズ
VSシリーズは、ローランドが販売していたハードディスクレコーダーかつマルチトラックレコーダーの型番・商品名及びそれらのシリーズ名である。
VS-880発売まではカセットテープによるマルチトラックレコーダーが主流だったが、ハードディスクによるランダムアクセスと無破壊編集がメリットとなりベストセラーとなった。パーソナルコンピューター上で動作するシーケンサーソフトでマルチトラック録音が可能になったことに伴い少数派となって行き、現在は生産を終了している。
2010年、ローランドは子会社ケークウォーク社のDAWソフトウェアであるSONAR 8.5 PRODUCERに完全対応した「SONAR V-STUDIO 700」を発表した。その後、コンパクトなコントロール・サーフェスとしての「SONAR V-STUDIO 100」、ギタリスト向けの専用ソフトウェアを同梱した「SONAR V-STUDIO 20」を発売している。
- VS-880 - 8トラック。Vトラック64。
- VS-1680（1998年発売） - 16トラック24bit。

- VS-840/VS-840S（1997年発売） - 8トラック。Vトラック64。20bit/44.1kHz。ハードディスクでなくZipディスク(100MB)を使用する普及版。VS-840Sは外部Zipドライブ接続用SCSIポートを装備したモデル。
- VS-880EX（1998年発売） - VS-880の後継機。液晶にバックライトが装備され、スイッチが自照式になった。Vトラック128。オプションだった2系統のエフェクターが内蔵された。
- VS-840EX - VS-840の後継機。ハードディスクでなくZipディスク(250MB)を使用する普及版。
- VS-890 - VS-880EXの後継機。
- VS-840GX - VS-840EXの後継機。ハードディスクでなくZipディスク(250MB)を使用する普及版。
- VS-1880
- VS-1824/VS-1824CD
- VS-2000/VS-2000CD
- VS-2400CD
- VS-2480/VS-2480CD - 外部ディスプレイを接続しマウスによる操作が出来る。ハードディスクは3.5in80GBを標準装備した。24bit/96kHz。VS-2480CDはCD/CD-Rドライブを搭載したモデル。